# Clube Júlio César
Clube Júlio César é um clube de futebol da cidade de Belém, capital do estado do Pará, fundado em 25 de janeiro de 1925.
O clube chegou a disputar 29 edições do Parazão (primeira participação foi em 1929) até a década de 1970, mais precisamente até 1977, e desde seu afastamento do campeonato atua somente como um clube amador.
Tem como cores o verde e o branco. Na época em que tinha estatuto profissional, o clube mandava seus jogos no Estádio Evandro Almeida (popularmente conhecido como Baenão), e era pertencente ao Clube do Remo, tradicional equipe da capital paraense.

## Títulos
- Torneio Início do Pará: 1960.